# روكو رومانو
روكو رومانو هو لاعب كرة القدم الكندية كندي، ولد في 23 يناير 1963 في هاميلتون في كندا.